# Wimbledon 2018 (turniej legend seniorów)
Wimbledon 2018 – turniej legend seniorów – zawody deblowe legend seniorów, rozgrywane w ramach trzeciego w sezonie wielkoszlemowego turnieju tenisowego, Wimbledonu. Zmagania miały miejsce w dniach 10–15 lipca na trawiastych kortach All England Lawn Tennis and Croquet Club w London Borough of Merton – dzielnicy brytyjskiego Londynu.

## Drabinka

#### Klucz
- w/o – walkower
- k – krecz
- d – dyskwalifikacja
- Q – kwalifikant
- WC – dzika karta
- LL – szczęśliwy przegrany
- Alt – zawodnik zastępczy
- PR – ochrona rankingu
- SE – specjalna przepustka
- ITF – ranking ITF
- JE – ranking juniorski

### Faza finałowa
|  |       |                                |   |   |  |
|  | Finał |                                |   |   |  |
|  |       |                                |   |   |  |
|  |       |                                |   |   |  |
|  |       |                                |   |   |  |
|  | A3    | Jonas Björkman Todd Woodbridge | 6 | 6 |  |
|  | A3    | Jonas Björkman Todd Woodbridge | 6 | 6 |  |
|  | B2    | Richard Krajicek Mark Petchey  | 4 | 3 |  |
|  | B2    | Richard Krajicek Mark Petchey  | 4 | 3 |  |
|  |       |                                |   |   |  |

### Faza początkowa

#### Grupa A
|    |                                 | Bahrami Ivanišević        | Bates Castle           | Björkman Woodbridge       | Eltingh Haarhuis    | Mecze W–L | Sety W–L | Gemy W–L | Miejsce |
| A1 | Mansur Bahrami Goran Ivanišević |                           | 4:6, 6:7(4) (13 lipca) | 4:6, 6:4, 7–10 (12 lipca) | 4:6, 3:6 (10 lipca) | 0–3       | 1–6      | 27–36    | 4.      |
| A2 | Jeremy Bates Andrew Castle      | 6:4, 7:6(4) (13 lipca)    |                        | 6:7(6), 2:6 (10 lipca)    | 4:6, 3:6 (12 lipca) | 1–2       | 2–4      | 28–35    | 3.      |
| A3 | Jonas Björkman Todd Woodbridge  | 6:4, 4:6, 10–7 (12 lipca) | 7:6(6), 6:2 (10 lipca) |                           | walkower            | 3–0       | 4–1      | 24–18    | 1.      |
| A4 | Jacco Eltingh Paul Haarhuis     | 6:4, 6:3 (10 lipca)       | 6:4, 6:3 (12 lipca)    | walkower                  |                     | 2–1       | 4–0      | 24–14    | 2.      |

#### Grupa B
|    |                               | Ferreira Woodforde      | Krajicek Petchey       | Leconte Pioline         | McEnroe Tarango     | Mecze W–L | Sety W–L | Gemy W–L | Miejsce |
| B1 | Wayne Ferreira Mark Woodforde |                         | 6:7(6), 4:6 (14 lipca) | 7:6(12), 6:3 (10 lipca) | 6:2, 6:3 (12 lipca) | 2–1       | 4–2      | 35–27    | 2.      |
| B2 | Richard Krajicek Mark Petchey | 7:6(6), 6:4 (14 lipca)  |                        | 6:3, 6:3 (13 lipca)     | 6:4, 6:2 (10 lipca) | 3–0       | 6–0      | 37–22    | 1.      |
| B3 | Henri Leconte Cédric Pioline  | 6:7(12), 3:6 (10 lipca) | 3:6, 3:6 (13 lipca)    |                         | 6:4, 7:5 (14 lipca) | 1–2       | 2–4      | 28–34    | 3.      |
| B4 | Patrick McEnroe Jeff Tarango  | 2:6, 3:6 (12 lipca)     | 4:6, 2:6 (10 lipca)    | 4:6, 5:7 (14 lipca)     |                     | 0–3       | 0–6      | 20–37    | 4.      |

## Pula nagród
| Runda                    | Pieniądze (£) |
| Zwycięzcy                | 26 000        |
| Finaliści                | 22 000        |
| Drugie miejsce w grupie  | 19 000        |
| Trzecie miejsce w grupie | 19 000        |
| Czwarte miejsce w grupie | 19 000        |